# Agencia de Seguridad Nacional (Argentina)
La Agencia de Seguridad Nacional (ASN) es un organismo de inteligencia que funciona bajo la órbita de la Secretaría de Inteligencia del Estado, por lo que forma parte del Sistema de Inteligencia Nacional (SIN). Su deber es optimizar el funcionamiento y la respuesta temprana de las fuerzas de seguridad de Argentina al investigar delitos federales complejos.
Fue creada en julio de 2024 en reemplazo de la Agencia Federal de Inteligencia (AFI) por el presidente Javier Milei.
Si bien el director de la agencia ha sido oficializado por la Oficina del Presidente de la República Argentina, su designación aún no se ha publicado en el Boletín Oficial de la República Argentina. 

## Antecedentes y fundamentos
Parte de una reforma estructural del Sistema de Inteligencia Nacional, la Agencia de Seguridad Nacional es introducida por el Gobierno de Javier Milei con el fin de reemplazar a la Agencia Federal de Inteligencia. Debido a los antecedentes de terrorismo y la grave situación del narcotráfico en Argentina, la Agencia de Seguridad Nacional busca reforzar la eficacia de las fuerzas de seguridad de la nación: la Gendarmería Nacional, la Prefectura Naval, la Policía Federal y la Policía de Seguridad Aeroportuaria.

## Autoridades
La autoridad máxima de la Agencia de Seguridad Nacional es el director.

### Directores
| N.º | Director               | Partido | Partido       | Periodo                      | Presidente   |
| --- | ---------------------- | ------- | ------------- | ---------------------------- | ------------ |
| 1   | Alejandro Pablo Cecati |         | Independiente | 15 de julio de 2024-presente | Javier Milei |

## Emblemas
- Emblemas de ASN